# Montefiore dell'Aso
Montefiore dell'Aso is een gemeente in de Italiaanse provincie Ascoli Piceno (regio Marche) en telt 2229 inwoners (31-12-2004). De oppervlakte bedraagt 28,1 km², de bevolkingsdichtheid is 79 inwoners per km².

## Demografie
Montefiore dell'Aso telt ongeveer 777 huishoudens. Het aantal inwoners daalde in de periode 1991-2001 met 2,8% volgens cijfers uit de tienjaarlijkse volkstellingen van ISTAT.
| Jaar | Inwoneraantal |
| ---- | ------------- |
| 1991 | 2262          |
| 2001 | 2199          |

## Geografie
Montefiore dell'Aso grenst aan de volgende gemeenten: Campofilone, Carassai, Lapedona, Massignano, Monterubbiano, Moresco, Petritoli, Ripatransone.

## Geboren
- Renato Curi (1953-1977), voetballer